# Эрудиция

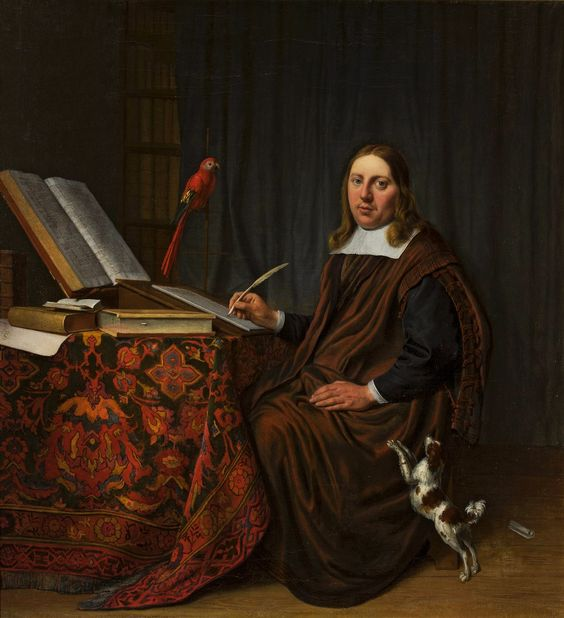
Хендрик Мартенсзон Сорг. «Портрет мужчины, пишущего за столом» (1663). Объект, вероятно, протестантский проповедник и теолог с открытой Библией на столе. Его собака олицетворяет верность, бдительность и регулярность в исследованиях; в то время как попугай представляет эрудицию и красноречие

Эруди́ция (от лат. ēruditio — учёность, познания) — глубокие всесторонние познания, широкая осведомлённость.
Слово эрудиция пришло из латинского: учёный считается эрудитом (лат. eruditus), когда занятия и чтение, сопровождаемые осмыслением и выводами, вычеркнули всю его грубость (лат. rudis, e-(ex-) + rudis), то есть «сгладили» его первоначальное невежество. Эрудиция — глубина, блеск и широта, которая возникает в результате образования и систематического чтения и осмысления литературных и не только литературных источников. Человек-эрудит имеет дополнительные знания в более обширной области информации, имеет более глубокие и тесные отношения с литературой по предмету и более широкий интеллектуальный горизонт.
Эрудиция имеет отношение к образованному человеку. Однако это не одно и то же. Человек-эрудит обязательно образован, но образованный человек — не обязательно эрудит. Критическое различие в том, что человек-эрудит стремится преодолеть свою грубость и необразованность, в то время как просто образованный человек не видит в этом особенного достоинства. Человек-эрудит вникает в конкретные темы непосредственно через книги и исследование и также из курсов обучения предмету.
Известный итальянский поэт Джакомо Леопарди был эрудитом: он читал и изучил классику самостоятельно, и был под глубоким влиянием многих философов. Среди наибольших древнеримских эрудитов был Марк Теренций Варрон. Среди наибольших английских эрудитов был писатель эссеист сэр Томас Браун.
Эрудиция очевидна в литературной работе, когда писатель-эрудит обладает общим знанием, охватывающим несколько различных областей.
Примеры эрудитов - это математики и физики, обладающие обширными знаниями в биологии, каковыми являются многие настоящие учёные современности.